# Confidentialité
Pour les articles homonymes, voir Confidentiel.

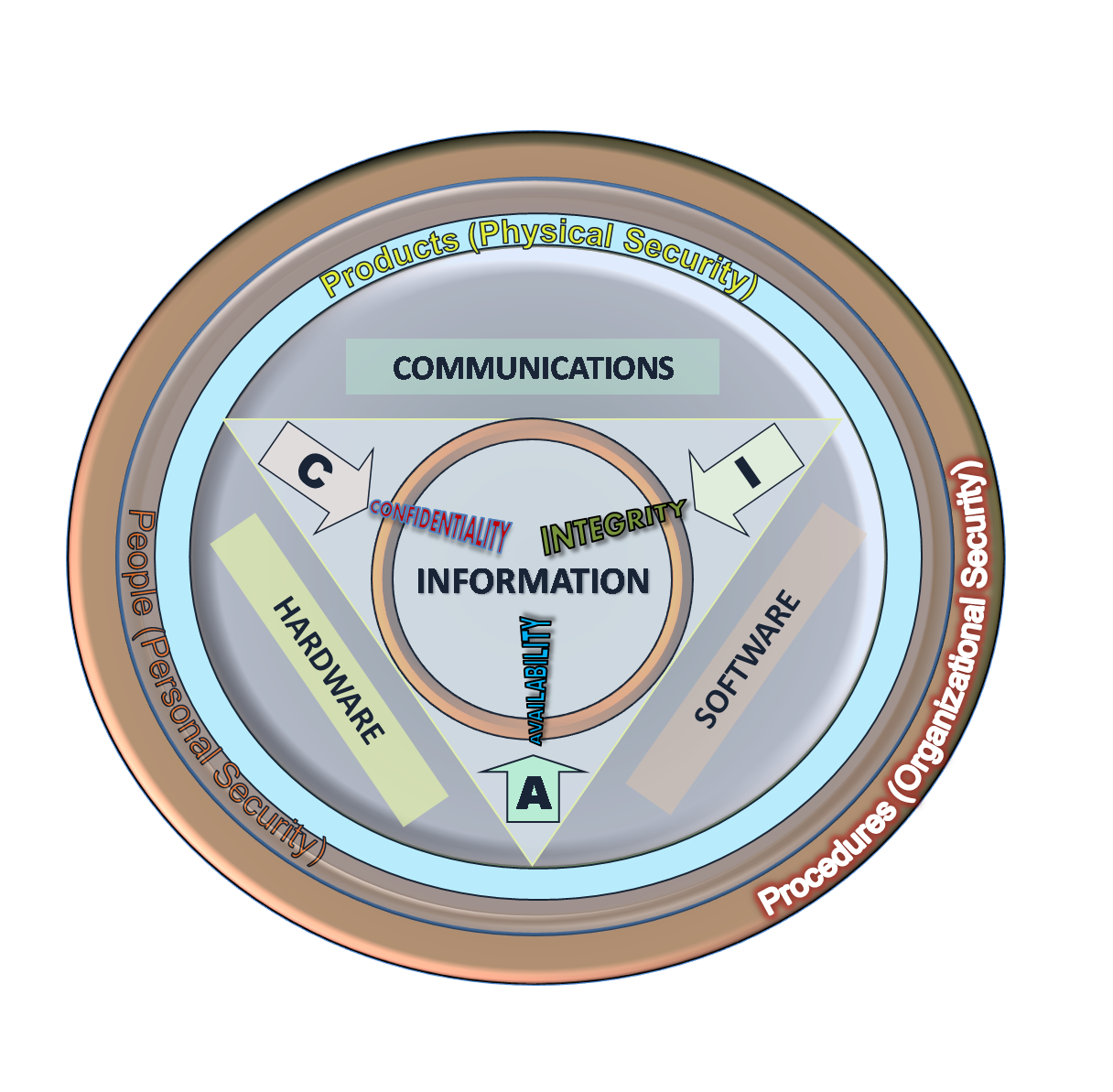
La triade de la sécurité de l'information : CIA. Deuxième version

La confidentialité est définie par l'Organisation internationale de normalisation (ISO) comme « le fait de s'assurer que l'information n'est accessible qu'à ceux dont l'accès est autorisé », et est une des pierres angulaires de la sécurité de l'information. La confidentialité est l'une des raisons d'être des cryptosystèmes, rendus possibles dans la pratique par les techniques de la cryptographie moderne.
La confidentialité est également un principe éthique associé à plusieurs professions, notamment dans les domaines de la médecine, du droit, de la vente, de l'informatique, de la religion, du journalisme, etc., du social[C'est-à-dire ?]. En éthique et en droit, certains types de communication entre une personne et un de ces professionnels sont dites « privilégiées » et ne peuvent être discutées avec, ou divulguées à des tierces parties. Dans certaines juridictions où la loi assure une telle confidentialité, des sanctions sont habituellement prévues en cas d'infraction.

## Confidentialité journalistique
Les journalistes distinguent souvent plusieurs degrés de confidentialité avec les sources d'informations :
- une information enregistrée peut être citée et attribuée directement à la source. Par exemple, « monsieur Dupont, commissaire de police, a déclaré… » ;
- une information protégée peut être attribuée à la position d'une personne. Par exemple, « un policier s'exprimant sous couvert d'anonymat a déclaré… » ;
- une information dissimulée peut être incluse dans l'article sans être clairement attribuée. Par exemple, « une source en relation avec l'enquête a déclaré…» ou plus simplement, « on soupçonne que… ».

## Confidentialité légale
Les avocats sont souvent obligés par la loi de garder confidentielles toutes les informations relatives à la représentation de leur client. Le devoir de confidentialité va au-delà de la relation privilégiée entre client et avocat, qui ne protège que les communications entre l'avocat et son client.

## Confidentialité en médiation
Les locataires sont tenus, dans la plupart des cas de l'exercice de leurs activités à la confidentialité à l'intérieur des assemblées du comité ou assemblées générales.

## Confidentialité médicale
Les communications entre un médecin et un patient dans un cadre médical professionnel sont légalement confidentielles dans la plupart des pays. Issue d'un principe éthique rigoureux, cette confidentialité, nommée secret médical, comporte cependant des limites juridiques qui en diminuent la portée réelle. En France, les éléments médicaux relatifs à certains crimes ou certaines pathologies ne sont par exemple pas couverts par le secret médical.

## Confidentialité informatique
La disponibilité, l'intégrité, la confidentialité et la preuve (traçabilité) (d'où provient le nom de la méthodologie DICP) sont les quatre grands types d'exigence en matière de sécurité informatique.
Dans les projets informatiques, et particulièrement dans les projets utilisant les technologies du web comme les projets d'ingénierie des connaissances, de gestion de contenu, etc. il est nécessaire de s'assurer que ces règles sont respectées en fonction du droit de l'informatique en vigueur dans chaque pays.

## Confidentialité de la correspondance
Dans le cadre de la correspondance, une lettre marquée « confidentielle » ne peut être divulguée par son récipiendaire sans l'accord exprès de son envoyeur, faute de l'exposer à des poursuites en dommages et intérêts.
Le courrier électronique des entreprises fait un usage abusif de ce caractère de confidentialité en ajoutant automatiquement un message de confidentialité dans le bas-de-page de chaque courriel ce qui, en théorie, expose son expéditeur à des poursuites au cas où le courriel est envoyé à une tierce personne.

## Confidentialité religieuse
Les prêtres catholiques sont soumis au secret « professionnel », notamment en ce qui concerne la confession.